# Nephrotoma punctifrons
Nephrotoma punctifrons är en tvåvingeart som först beskrevs av Pierre Justin Marie Macquart 1838.
Nephrotoma punctifrons ingår i släktet Nephrotoma och familjen storharkrankar. Inga underarter finns listade i Catalogue of Life.